# 暗副鱧
暗副鱧為輻鰭魚綱鱸形目鱧科的其中一種，分布於非洲尼羅河、塞內加爾河、查德湖、剛果河等流域，體長可達50公分，棲息在植被生長的水域或洪氾區，屬肉食性，以昆蟲和小魚等為食，可作為食用魚。

## 擴展閱讀
維基物種上的相關：暗副鱧
1. ↑  Lalèyè, P. . The IUCN Red List of Threatened Species. 2020, 2020: e.T183172A134772875  [20 November 2021]. doi:10.2305/IUCN.UK.2020-2.RLTS.T183172A134772875.en .